# Ортынский, Николай Игнатьевич
Николай Игнатьевич Ортынский (1914—1982) — полковник Советской Армии, участник Великой Отечественной войны, Герой Советского Союза (1943).

## Биография
Николай Ортынский родился 19 декабря 1914 года в селе Женишковцы (ныне — Виньковецкий район Хмельницкой области Украины). С раннего возраста проживал в Москве, где окончил семь классов школы и школу фабрично-заводского ученичества. В 1933 году Ортынский был призван на службу в Рабоче-крестьянскую Красную Армию. В 1936 году он окончил артиллерийское отделение Объединённое Среднеазиатской высшей военной школы. Участвовал в боях советско-финской войны. С начала Великой Отечественной войны — на её фронтах. В боях был ранен.
К октябрю 1943 года гвардии майор Николай Ортынский командовал 321-м гвардейским истребительно-противотанковым артиллерийским полком 7-й гвардейской истребительно-противотанковой артиллерийской бригады 47-й армии Воронежского фронта. Отличился во время битвы за Днепр. В ночь с 29 на 30 сентября 1943 года полк Ортынского переправился через Днепр в районе села Решётки Каневского района Черкасской области Украинской ССР и принял активное участие в боях за удержание плацдарма на его западном берегу, отразив семь немецких танковых контратак, уничтожив 4 танка. 2 октября 1943 года в критический момент боёв Ортынский спас положение, выкатив на прямую наводку орудия своего полка и отбросив противника.
Указом Президиума Верховного Совета СССР от 24 декабря 1943 года за «образцовое выполнение боевых заданий командования на фронте борьбы с немецкими захватчиками и проявленные при этом мужество и героизм» гвардии майор Николай Ортынский был удостоен высокого звания Героя Советского Союза с вручением ордена Ленина и медали «Золотая Звезда» за номером 2467.
После окончания войны продолжил службу в Советской Армии. В 1956 году он окончил курсы усовершенствования офицерского состава. В 1958 году в звании полковника был уволен в запас. После Ташкентского землетрясения уехал на восстановление Ташкента и остался жить в этом городе. Умер 10 июня 1982 года, похоронен на Аллее Героев Ташкентского воинского кладбища.
Почётный гражданин Ташкента. Был также награждён тремя орденами Красного Знамени, орденами Александра Невского, Отечественной войны 1-й степени и Красной Звезды, рядом медалей.